# Barbara Waubke
Barbara Waubke-Klostermann (* 15. März 1932; † 16. September 2018) war eine deutsche Journalistin und Schriftstellerin.
Barbara Waubke arbeitete als freie Journalistin bei der Süddeutschen Zeitung und war, zumeist unter ihrem Mädchennamen Barbara Klostermann, auch als Autorin tätig.
Ihrer Ehe mit Klaus Waubke entstammen fünf Kinder.

## Schriften
- Ta-ratt, ta-ratt, die Müllmänner kommen, Domino-Verlag Brinek 1969
- Dein Nachbar: Aspekte unserer Wohlstandsgesellschaft; ein Tonbild, Calig-Verlag München 1970
- Timofei und Natascha: eine wunderbare Geschichte am Rande der Olympischen Spiele in München, Thienemann Stuttgart 1972, ISBN 3-522-41050-5.
- Gewöhnlich sind wir 5: von den Walentin-Kindern, Auer Donauwörth 1973, ISBN 978-3-403-00409-7
- Unser Pferd heisst Maybe, Lentz München 1981, ISBN 978-3-88010-082-4
- Maybe in der Stadt. Die weiteren Erlebnisse unseres Pferdes, Lentz München 1982, ISBN 978-3-88010-098-5
- Pferde für die Ferien, Franckh-Kosmos Stuttgart 1993, ISBN 978-3-440-06609-6
- Mein Pferd heisst Magie, Franckh-Kosmos Stuttgart 1993, ISBN 978-3-440-06347-7